# 萬丹 (大字)
萬丹，是臺灣屏東縣萬丹鄉的一個傳統地域名稱，地是該鄉行政中心所在地，位於該鄉中部。相較於今日行政區，其範圍大致包括西維村西南部、萬全村、萬後村、田厝村東部中央地帶、萬惠村北大半部、萬生村西北半部、萬安村南半部。

## 歷史
台灣日治初期，萬丹地區為一街庄，稱為「萬丹庄」，隸屬於港西下里。該庄北及東北與濫庄為鄰，東與頂林仔庄為鄰，東南與鳳山厝庄為鄰，南邊為新庄仔庄、保長厝庄，西邊為下蚶庄。
1901年（日治明治三十四年）11月，全台設置二十廳，該庄隸屬於阿猴廳（1903年改稱阿緱廳）。1909年（明治四十二年）10月，合併二十廳為十二廳，該庄仍隸屬於阿緱廳。1920年（大正九年），廢十二廳改設五州二廳，該庄改制為「萬丹」大字，隸屬於高雄州東港郡萬丹庄。
戰後萬丹庄改制為萬丹鄉，隸屬於高雄縣，大字亦改制為村。1950年高、屏分治，萬丹鄉改隸屬於屏東縣。

## 聚落
本地區發展較早的聚落為萬丹，在日治期初期的官方地圖上已有記載。

## 交通
- 省道台27線
- 縣道189號
- 鄉道屏50線
- 鄉道屏59線

## 廟宇
- 萬丹萬惠宮（媽祖廟）